# La Cédille
La Cédille, ou Ça, est un groupe français de hip-hop, soul et jazz, originaire de Besançon, en Franche-Comté. Composé de 7 membres, le groupe publie son premier album studio, intitulé Vu du large en 2005.

## Histoire
La Cédille se forme en 1997 à Besançon, en Franche-Comté. Les membres se rencontrent lors de concerts, ou certains d'entre eux jouaient déjà avant la formation du groupe. Le groupe publie son premier album, Vu du large, le 28 mars 2005, au label anglais Chocolate Fireguard,, et contient 15 chansons.

## Influences
La Cédille fait usage d'une basse ronde, une batterie, une guitare, un trombone, un saxophone. Il se compose de deux MC inspirés des genres musicaux jazz, funk et salsa. Sur scène, La Cédille propose un spectacle où chaque protagoniste prend à tour de rôle le devant de l'estrade. Ils ont notamment partagé la scène avec des groupes tels que De La Soul, The Herbaliser, Jay Dee, Wax Tailor, et Brooklyn Funk Essentials. Ils se sont principalement produits en France, en Angleterre, en Suisse, et au Québec notamment aux FrancoFolies de Montréal en 2006.

## Membres
- José « Smoov » Shungu, Abderrahmane « Starf » Nimgharn - voix
- Jean-Marc « JM » Blanc - saxophone alto
- Boris « BSF » Pauthier - trombone
- Claudio « Pisco » Ibarra - basse
- Aurélien « Aurélius » Dudon - guitare
- Maurice « Rismo » Poyard - batterie

## Discographie

### Album studio
- 2005 : Vu du large

### Compilations et autres
- 2003 : Sous titre (EP)
- 2001 : Banane, tabac ? (auto-production)
- 2001 : Taster 2 (compilation)
- 2000 : Rien à dire, mais faut qu'tu saches (auto-production)
- 1998 : L'abus c'est nécessaire (auto-production)